# Politonymum
Politonymum[zdroj⁠?!] nebo řidčeji[zdroj⁠?!] politonym (ze starořeckého πολιτική – "státní činnost" a όνυμα – jméno, název) je sociologický termín pro hromadné označení občanů některého státu, či obyvatelstva určitého správního regionu, odvozené od názvu státu nebo regionu, například Britové, Nigerijci, Američané, Sověti, Tatarstánci, Číňané atp.
Termín politonym se objevuje v novodobé ruské lingvistice, sociologii a propagandě, kde je kladen do protikladu k etnomymům, tedy etnickým označením národů. V tradiční západní lingvistice včetně české se pro označení obyvatele určitého územního celku, ať už politického nebo nepolitického, používá výraz demonymum (česky: obyvatelské jméno), přičemž pokud jde o územní celek vytvořený nebo definovaný určitým národem či etnikem, je odpovídající demonymum často totožné s etnonymem příslušného národu nebo etnika, přičemž i sám pojem národa je významově rozkročen od etnického až k politickému významu. 

## Vymezení pojmu
Politonymum označuje politickou státní příslušnost skupin osob bez ohledu na jejich etnickou, sociální nebo jinou identitu. Například termín Češi nerozlišuje mezi etnickou národností (vedle Moravanů a Slezanů) a příslušností k Česku. 
Výraz Britové je souhrnné označení pro obyvatelstvo Spojeného království, tzn. pro Angličany, Skoty, Velšany a obyvatele Severního Irska. Podobně výraz „Belgičané“ zahrnuje všechny občany Belgie, ačkoli ti se dělí na dvě nezávislá (kvazi)národní společenství Valonů a Vlámů. Obě společenství mají vlastní státní územní jednotky s vlastním politickým systémem, různé jazyky a samostatná zastoupení v některých orgánech Evropské unie.
Výraz Rusové, který se používá v češtině nejen pro označení etnických Rusů, ale také pro všechny občany Ruska (a dříve – SSSR), ačkoli v Rusku existuje více než sto různých etnických skupin. Pro označení všech obyvatel žijících na území Ruska bez ohledu na jejich národnost, či etnický původ existuje ruský výraz rossijaně, který původně byl běžným demonymem, ale byl vytlačen zpodstatnělým adjektivem „russkij“.